# Mesoniscus histrianorum
Mesoniscus histrianorum är en kräftdjursart som beskrevs av Arcangeli1939. Mesoniscus histrianorum ingår i släktet Mesoniscus och familjen Meoniscidae. Inga underarter finns listade i Catalogue of Life.